# Lector de códigos de barras

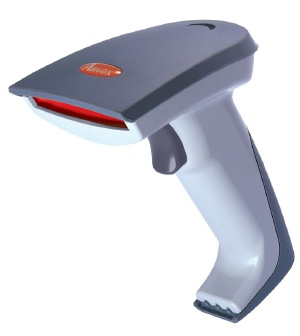
Lector o escáner de código de barras.

Un lector de códigos de barras es un dispositivo electrónico que por medio de un láser lee el código de barras y emite el número que muestra el código de barras, no la imagen. Básicamente, consiste en el escáner propiamente dicho (que mediante un láser lee el código), un decodificador y un cable o antena wifi que actúa como interfaz entre el decodificador y el terminal o la computadora.
La función del escáner es leer el símbolo del código de barras y proporcionar una salida eléctrica a la computadora, correspondiente a las barras y espacios del código de barras. Sin embargo, es el decodificador el que reconoce la simbología del código de barras, analiza el contenido del código de barras leído y transmite dichos datos a la computadora en un formato de datos tradicional. Tiene varios medios de conexión: los más modernos por orden de aparición USB, bluetooth, wifi, los más viejos puerto serie, incluso directamente al puerto PS2 del teclado por medio de un adaptador, cuando se pasa un código de barras por el escáner es como si se hubiese escrito en el teclado el número del código de barras.
Un escáner puede tener el decodificador incorporado en el mango o puede tratarse de un escáner sin decodificador que requiere una caja separada, llamada interfaz o emulador. Los escáneres sin decodificador también se utilizan cuando se establecen conexiones con escáneres portátiles tipo “batch” (por lotes) y el proceso de decodificación se realiza mediante el terminal propiamente dicho.
El lector de códigos de barras fue, en 1974, la primera aplicación comercial del láser. El primer registro fue el precio de un empaque de chicles.

## Cómo se leen los códigos de barras
Los códigos de barras se leen pasando un pequeño punto de luz sobre el símbolo del código de barras impreso. Sin embargo , el usuario aprecia una línea, en lugar de un punto, porque el haz de luz es reflejado por un par de espejos. Uno de ellos es oscilante, de ahí que la línea final se vea oscilar. Las barras oscuras absorben la fuente de luz del escáner, pero esta se refleja en los espacios luminosos. Por tanto, el sensor del escáner toma la luz reflejada y la convierte en una señal eléctrica.
El láser del escáner (fuente de luz) comienza a leer el código de barras en un espacio blanco (la zona fija) antes de la primera barra y continúa pasando hasta la última línea, para finalizar en el espacio blanco que sigue a ésta. Debido a que el código no se puede leer si se pasa el escáner fuera de la zona del símbolo, las alturas de las barras se eligen de manera tal de permitir que la zona de lectura se mantenga dentro del área del código de barras. Mientras más larga sea la información a codificar, más largo será el código de barras necesario. A medida que la longitud se incrementa, también lo hace la altura de las barras y los espacios a leer.

## Tipos de lectores de códigos de barras
- Lectores de código de barras de mano Es el tipo de lector más común, para realizar la captura de códigos tienes que sujetarlo manualmente y algunos pueden conectarse a un ordenador o dispositivo móvil mediante Bluetooth o USB. Este tipo de lectores funcionan muy bien para hacer inventarios, en la logística, reconocimiento de un artículo…

- Escáneres fijos de código de barras Este tipo de lector está diseñado para ubicarlos en superficies fijas de lectura. Se utiliza en los puntos de venta y aplicaciones de control de inventario donde puedes escanear los productos que pasan por una cinta transportadora.

- Lectores de presentación Los lectores de presentación están diseñados para el escaneo de códigos de barras en productos que no se pueden mover. Puede utilizarse en mostradores de recepción, para documentos, tarjetas de identificación…

- Lectores de código de barras Wearables El diseño de este tipo de lectores, permite una total libertad de movimiento en ambas manos para proporcionar mayor facilidad a la hora de capturar códigos.
- Lectores de código de barras de montaje en vehículos Este tipo de lectores están construidos para montarlos en vehículos, ya sean camiones de entrega o carretillas de almacenes, y se utilizan para la captura de códigos en productos a medida que se entregan, mayor control de stock, inventario más rápido y dinámico, etc.

Y según la tecnología que utilizan para la lectura de los códigos de barra se diferencian entre:
- Lector de código de barras láser Los lectores láser funcionan con un haz de luz láser para la captura de códigos de barras a grandes distancias y con entornos de baja iluminación.
- Lector de códigos Imager Estos lectores utilizan una cámara para obtener una buena imagen del código de barras 1D o 2D, para procesar y decodificar su información.

## Interfaces de los lectores de código de barras
Todas las aplicaciones pueden aceptar la salida que produce un lector de código de barras, siempre y cuando se posea el equipo necesario. Los lectores de códigos de barras se encuentran con distintas interfaces de conexión al PC.
Existen modelos de lectores que tienen solamente una interfaz integrada, pero hay algunos de ellos que aceptan varias interfaces. Basta con un simple cambio de cables y una reconfiguración para utilizar una interfaz u otra.

### Interfaz PS2 de teclado
Cuando se requiere que el decodificador sea de teclado se utiliza lo que se conoce como keyboard wedge, el cual se conecta a la entrada PS2 o terminal.
Este tipo de lectores se conectan directamente al puerto PS2 del teclado y ofrecen una salida idéntica a la de éste. Suelen ofrecer un patrón que permite conectar al mismo tiempo un teclado y el lector.
Cuando lees un código de barras el lector envía al ordenador los datos como si hubiesen sido escritos con el teclado (el número que corresponde al código de barras leído), lo que hace que su utilización sea muy sencilla con cualquier programa que espere una entrada de teclado.
Sin embargo, este tipo de interfaz tiene algunos inconvenientes. Por ejemplo, la escritura del código será siempre completa, es decir, no puedes dividir el código en varias partes. El lector no es capaz de devolver cuatro cifras, y luego el resto. Obviamente, siempre hay que asegurarse que el cursor del sistema está sobre la casilla/documento que queremos rellenar, el lector no se preocupa de eso y devolverá su salida allí donde estemos situados.

### Interfaz USB
Son lectores de última generación. Envían la información más rápidamente que los anteriores y su conexión es más simple. No necesitan alimentación añadida, pues la que obtienen por esta interfaz

### RS-232
Los escáneres que se conectan a la interfaz RS-232 (o interfaz serie) necesitan utilizar un software especial que recupera la información enviada por el escáner de códigos de barras y la coloca allí donde se le indique.
Esta interfaz es algo más sofisticada que la de teclado, y nos ofrece un mejor control sobre el destino de la lectura del código.

### Inalámbrico
Utilizan un receptor el cual va conectado al equipo de computo en el cual se desea recibir la información leída, se cargan ya sea con una base incluida con el lector o a través de cable USB.

## Tipos de lectores
Existen cuatro tipos principales de lectores:
- lápiz óptico
- láser de pistola
- CCD (Charge Coupled Device)
- láser omnidireccional

según la opción deseada el organismo decide su información seleccionada y concurre a una omnidireccionalidad preparada para la archiveria humana.

## Terminales portátiles
Los terminales portátiles se utilizan para colección de datos en lugares donde es difícil llevar una computadora, como en un almacén o para trabajo en campo. Generalmente se diseñan para uso industrial. Las terminales portátiles cuentan con display pequeño, teclado, puerto serie, puerto para conexión de un lector externo de código de barras y son programables.
Algunas de ellas tienen el lector de código de barras integrado, y éste puede ser láser, CCD o lápiz. La memoria RAM con que cuentan puede variar de un-más sofisticadas tienen radios, permitiéndose así una interacción en línea con el host.
La forma en que se programan depende de la marca y del modelo: Pueden tener un lenguaje nativo o programarse mediante un generador de aplicaciones que genera un código interpretable por la terminal. Algunas tienen sistema operativo MS-DOS y consiguientemente pueden programarse en lenguajes de alto nivel.
Los lectores soportados por la mayoría de éstas terminales son HHLC (CCD o láser) y lápiz óptico (wand emulation).

### Forma de uso de las terminales
Una operación típica de una de éstas terminales es la siguiente:
- Aparecen preguntas en pantalla;
- Se leen los datos pedidos con el escáner o se digitan manualmente;
- Se validan los mismos si es necesario;
- Se repite el procedimiento las veces que sea necesario;
- Cuando se tiene la información completa, se descargan los datos vía serial a una computadora en donde finalmente son procesados.

Obviamente pueden existir otras variantes, pero el manejo básico de estas terminales es el mismo.